# Pincoyahavslöpare
Pincoyahavslöpare (Oceanites pincoyae) är en nyligen beskriven fågelart i familjen havslöpare som förekommer vid Chiles kust i Sydamerika.

## Utbredning och systematik
Arten beskrevs så sent som 2013 och har bara observerats i vattnen nära ön Chiloé vid Reloncavisundet och Chacaokanalen vid Chiles kust. Den upptäcktes först 2009 i bukten Seno Reloncavi söder om staden Puerto Montt i södra Chile. I februari 2011 anordnade ornitologen Peter Harrison en expedition till havsområdet utanför Puerto Montt och under fyra dagar observerades över 1500 individer.

## Utseende
Pincoyahavslöpare är svartvit och upplevs i fält som ett mellanting av havslöpare och maorihavslöpare. Den har helvit gump och dess ljusa övre och undre vingtäckare är en tydlig karaktär. I flykten sticker dess fötter ut bakom stjärten.

## Levnadssätt
Arten är endast känd från observationer på havet och utifrån två exemplar insamlade inåt landet i El Bolson, Argentina. Det har föreslagits att den är stannfågel i området och häckar antingen på öar och havsklippor eller möjligen inåt landet. Den födosöker från havsytan eller i flykten och kan göra korta dyk som är en till tre sekunder korta. Den kan också röra sig över havsytan som en mus med stängda vingar.

## Status
IUCN har inte gett arten någon hotstatus eftersom det råder kunskapsbrist kring populationens storlek och utvecklingstrend.

## Namn
Pincoya är en mytisk vacker havsnymf som symboliserar havets fruktbarhet, hjälper sjömän i sjönöd och dansar på vågorna för att visa på bra eller dålig fisktillgång. Tidigare var artens officiella svenska trivialnamn pincoyastormsvala, men 2024 valde Birdlife Sveriges taxonomikommitté att justera namnet från stormsvala till havslöpare för att betona att de ej är närbesläktade med stormsvalorna i Hydrobatidae. Likaså har familjenamnet för Oceanitidae ändrats från sydstormsvalor till just havslöpare.